# Equação elíptica em derivadas parciais
Uma equação elíptica em derivadas parciais de segunda ordem é uma equação diferencial parcial do tipo 
{\displaystyle Au_{xx}+2Bu_{xy}+Cu_{yy}+Du_{x}+Eu_{y}+F=0\quad }
na qual a matriz {\displaystyle Z={\begin{bmatrix}A&B\\B&C\end{bmatrix}}} é positiva definida.
Um exemplo de uma equação diferencial parcial elíptica é a equação de Poisson ou a equação de Laplace.